# Superficies de placer (álbum)
Superficies de placer es el séptimo disco de la banda argentina de rock Virus, grabado en Río de Janeiro (Brasil) y mezclado en Nueva York (Estados Unidos) entre abril y agosto de 1987.
Superficies de placer logró el puesto 18° en el ranking de los 100 mejores álbumes en la historia del rock argentino por la revista Rolling Stone Argentina en 2007.

## Historia
Luego de una actividad intensa, provocada por el éxito de su predecesor Locura (más de 350 000 copias vendidas entre la Argentina, Chile, Perú, Paraguay y Uruguay), el grupo musical decide grabar el nuevo álbum con un concepto más distendido, sin las presiones lógicas surgidas por el éxito y el desgaste tras siete años de trayectoria ininterrumpida. Para ello, músicos, familiares, amigos y asistentes viajaron a Río de Janeiro, una de las ciudades predilectas del vocalista Federico Moura. La intención era componer, ensayar y grabar todo el material en un ámbito relajado, con las playas cariocas de Ipanema, Leblón y Copacabana a pocos kilómetros de distancia. Pero en pleno proceso de composición, Federico tuvo una fuerte neumonía que lo dejó varios días en cama. Como la enfermedad estaba tardando más tiempo de lo normal en curarse, le recomendaron hacerse un chequeo médico y mediante un estudio clínico, supo que era portador del virus VIH (SIDA). 
Años más tarde, su hermano Marcelo recordaría aquel hecho de esta manera:

"Nos shockeó, fue como una patada al hígado. Se armó como una onda de desazón general. Lo que había sido un plan antiestrés (grabar en Brasil), terminó siendo lo más estresante del mundo. Terminamos el disco a las patadas; todos los valores se cambiaron de un día para el otro"

El disco de 11 canciones -seleccionadas de entre un total de 18 posibles- tuvo varios títulos alternativos, como Yoga, Rumbos secretos y La comezón del séptimo año. Sin embargo el romanticismo que caracteriza a la canción «Superficies de placer» resumió cabalmente el espíritu integral de la placa, por lo que fue elegido como el nombre definitivo. En lo estrictamente musical, el álbum refuerza el concepto synth pop que el grupo musical había esbozado en Locura, su disco de 1985. 
En su primera semana a la calle, Superficies de placer vendió más de 30 000 copias, logrando la categoría de "Disco de oro" en Argentina. Desde entonces, y a través de sucesivas reediciones digitales, es factible suponer que haya superado las 50 000 placas. Para la presentación en vivo de este material, Virus realizó dos conciertos en el estadio de Obras Sanitarias, en las noches del viernes 20 y sábado 21 de noviembre de 1987, ante más de 8.000 espectadores. La filmación de la primera de ambas noches puede verse como YouTube. A pesar de la excelente calidad estética y sonora del álbum, la salud de Federico Moura impidió ofrecer una mayor difusión ante el público, en particular latinoamericano. Como contrapartida, el grupo musical apostó a la rotación televisiva de los videos musicales de «Superficies de placer» y «Encuentro en el río». De acuerdo al director de ambos vídeos, Jorge Caterbona, «Encuentro en el río» se grabó gracias al premio de Coca-Cola mediante el programa Badía & Cía., donde el público fue quien decidió al ganador. Gracias a este financiamiento, Virus pudo rodar un vídeoclip de inédita calidad para el rock argentino de la época. Nueve meses luego del lanzamiento del disco, Federico Moura ofreció su última presentación en el Teatro Fénix, del barrio porteño de Flores. Fallecería el 21 de diciembre de 1988 en la ciudad de Buenos Aires.

## Arte de tapa

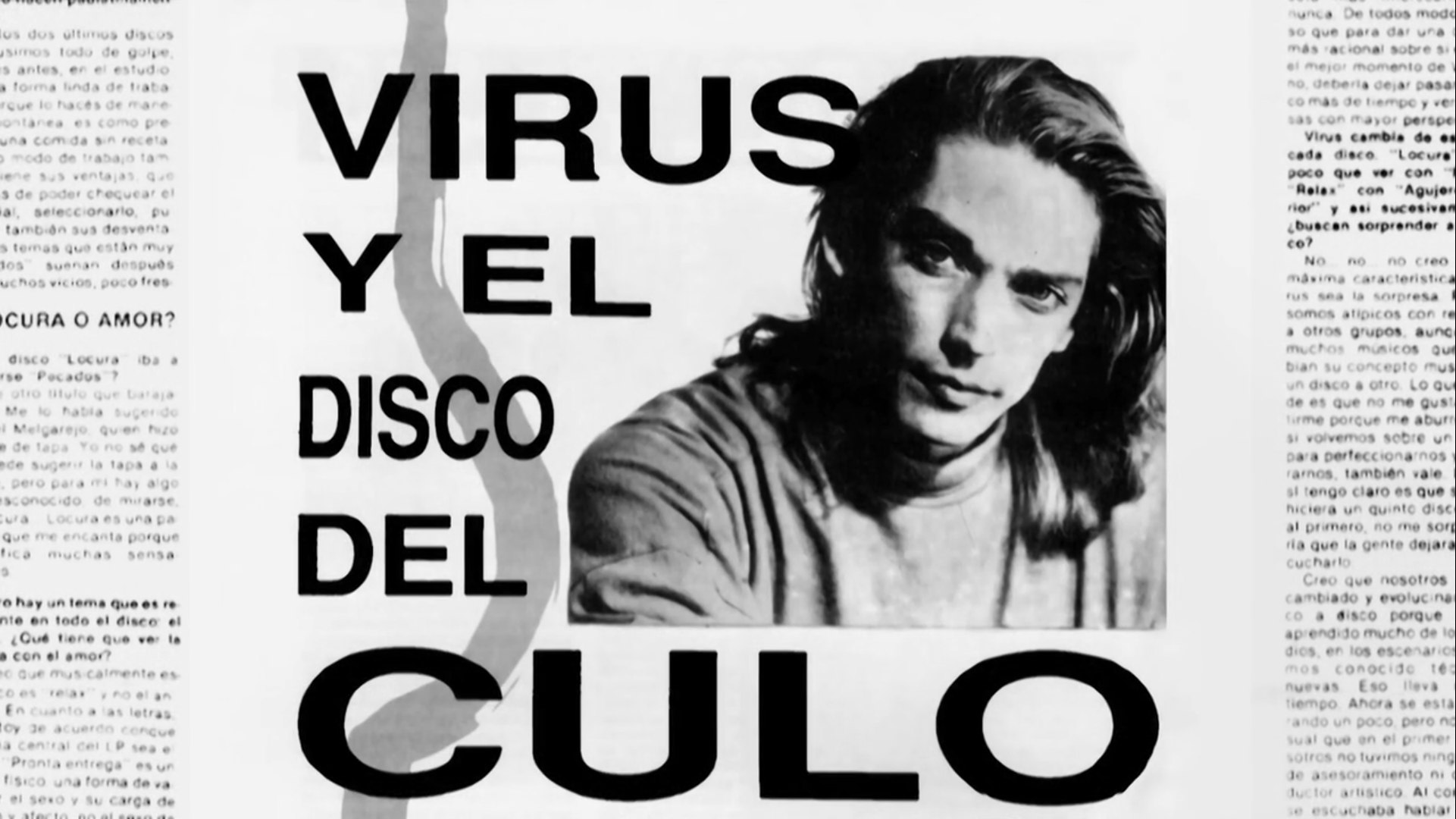
"Virus y el disco del culo", revista Rock & Pop, noviembre de 1987

Para el arte de tapa y diagramación de sobres interiores, Virus convocó una vez más el artista plástico argentino Daniel Melgarejo, quien no dudó al momento de ilustrar su interpretación de las superficies de placer. El resultado final, que levantó polémicas en la Argentina, muestra unos glúteos azules y desnudos, en primer plano, sin evidenciar si pertenecen al género femenino o masculino.
Desde entonces Superficies de placer es conocido popularmente como "El disco del culo", tal como señaló en su momento la revista especializada "Rock & Pop", en su edición de noviembre de 1987.

## Legado
En 2007 la revista Rolling Stone de Argentina consagró al álbum de estudio Superficies de placer en el puesto 18º entre los considerados "100 mejores discos de la historia del rock argentino".
A fines de 2008 un grupo de artistas argentinos y chilenos fueron convocado a través de Facebook para la recreación del disco, a modo de homenaje por el vigésimo aniversario de la muerte de Federico Moura. Surgió así Intimidó mi corazón, un disco virtual en formato mp3 que repasa el álbum con versiones remozadas de todas las canciones de Superficies de placer. Del tributo participaron, entre otros, Julián Murias, La Última Puerta, Valerio Rinaldi, Santa María Davis, Impermeables, Marian´s Audiolog, Máscaras Rituales y Cabaretta.
A propósito de este disco, el reconocido periodista Bobby Flores escribió:

"Todavía recuerdo exactamente cómo me llegó la primera copia de Superficies de placer: estaba en la esquina de Rodríguez Peña y Santa Fe, y nos vimos con Federico, que caminaba por la vereda de enfrente. Crucé para saludarlo y, cuando le comenté que estaba yendo para la Rock & Pop, sacó un vinilo y me dijo: “Tomá, llevalo, pasá el tema B1”. Era una “Copia blanca”, como se les decía entonces a los primeros ejemplares que salían para difusión, que ni siquiera tenían la etiqueta impresa. Y por supuesto que fui a la radio y lo pasé. El tema que me había sugerido era “Encuentro en el río musical” y, cuando lo escuché por primera vez, supe que era eso que muchos habíamos estado esperando desde hacía tiempo. “Superficies…” era la demostración de que también se podía ser romántico en medio de la confusión y esa cosa combativa de fines de los ´80. Era como la flor en el tacho de basura.

Y a diferencia de Relax o Locura no envejece, como todos aquellos discos que pintan muy bien una época. No sólo lo considero el mejor disco de Virus, sino que lo pongo a la altura de Artaud, Oktubre o Clics modernos por todo lo que ofrece como obra artística. 

Por algo creo que Federico es la única perdida irreparable de la música argentina".

## Lista de canciones
| N.º   | Título                     | Música          | Escritor(es)                     | Duración |  |
| 1.    | «Mirada Speed»             | Julio Moura     | Federico Moura y Roberto Jacoby  | 3:58     |  |
| 2.    | «Danza narcótica»          | Daniel Sbarra   | Federico Moura y Roberto Jacoby  | 3:59     |  |
| 3.    | «Ausencia»                 | Julio Moura     | Julio Moura y Federico Moura     | 3:47     |  |
| 4.    | «Rumbos secretos»          | Federico Moura  | Federico Moura                   | 3:25     |  |
| 5.    | «Epocalipsis»              | Enrique Mugetti | Enrique Mugetti y Roberto Jacoby | 3:48     |  |
| 6.    | «Polvos de una relación»   | Marcelo Moura   | Marcelo Moura y Roberto Jacoby   | 3:39     |  |
| 7.    | «Encuentro en el río»      | Federico Moura  | Eduardo Costa y Federico Moura   | 5:06     |  |
| 8.    | «Amores perpetuos»         | Enrique Mugetti | Enrique Mugetti y Roberto Jacoby | 4:29     |  |
| 9.    | «Superficies de placer»    | Julio Moura     | Federico Moura y Roberto Jacoby  | 4:29     |  |
| 10.   | «Transeúnte sin identidad» | Federico Moura  | Federico Moura y Roberto Jacoby  | 5:05     |  |
| 11.   | «Impulsos aleatorios»      | Julio Moura     | Roberto Jacoby y Federico Moura  | 3:12     |  |
| 45:01 |                            |                 |                                  |          |  |

## Músicos
- Federico Moura: voz principal y coros, sintetizador.
- Julio Moura: guitarra eléctrica.
- Marcelo Moura: sintetizadores y sampler.
- Daniel Sbarra: sintetizadores, guitarra electro-acústica y percusiones.
- Enrique Muggeti: bajo y sintetizador.
- Mario Serra: batería electrónica, rototoms y cajas de ritmos.

## Créditos
- Producción artística: Virus.
- Grabado en los Estudios Somlivre por Sergio Murillo.
- Asistente de Producción: Franco Sattamini.
- Mezclado entre julio y agosto de 1987, en Record Plant, New York.
- Ingeniero de mezcla: Sam Grinsberg.
- Asistente: Joe Heneman.
- Arte de tapa: Daniel Melgarejo y Peter Topp.
- Percusiones: Joe Vasconcellos